# Thé de Noël

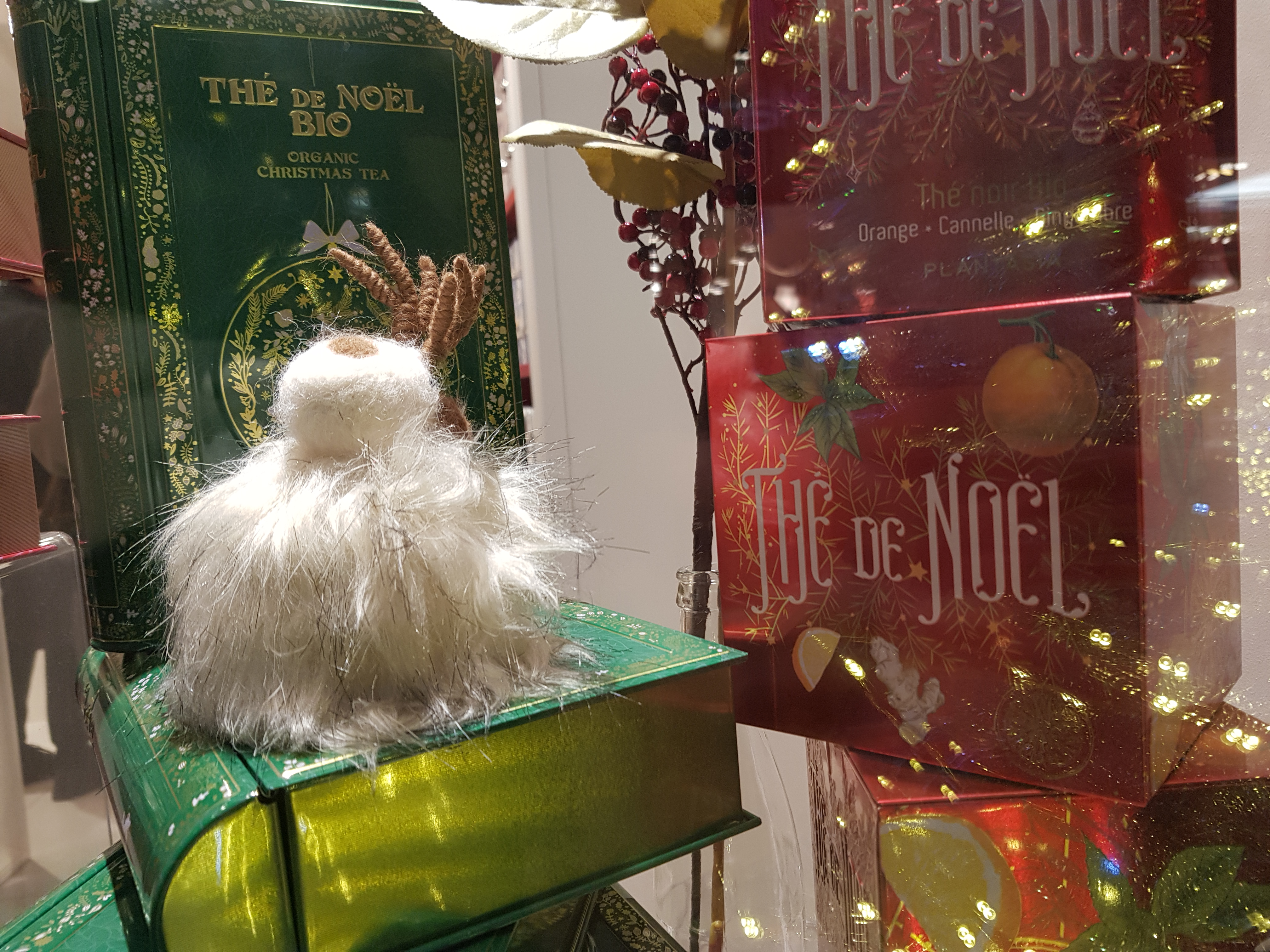
Thé de Noël dans une boutique parisienne

Le terme thé de Noël désigne à la fois une tradition occidentale de consommer du thé à Noël et un ensemble de thés aromatisés avec des saveurs culturellement associées à cette période, notamment épices (cannelle, vanille), fruits secs (amande, pistache) et fruits confits (orange).

## Moment de consommation
Le thé de Noël comme moment des fêtes de Noël où l'on se regroupe pour boire du thé est une invention des ligues de tempérance américaines et britanniques dans les années 1930. Regrouper des milliers de personnes des classes populaires pour leur offrir du thé a pour but de les détourner de l'alcool, en remplaçant un moment de beuverie par un où l'on consomme du thé et en leur présentant un discours anti-alcool.

## Thé aromatisé
La tradition de boire un thé aromatisé à Noël remonte à l'époque victorienne, où, en Angleterre, en Russie et en Allemagne la consommation d'épices, dans du vin chaud ou du thé, est censée protéger des rigueurs de l'hiver. En France, le premier « thé de Noël » est commercialisé en 1980 par la compagnie coloniale.